# Haren Das
Harendra Narayan Das (Dinajpur, 1921 - Calcutta, 1993), mieux connu sous le nom de Haren Das, est un graveur indien. Il a expérimenté plusieurs techniques de gravure, dont la linogravure, l'eau-forte et la lithographie, mais il est principalement reconnu pour son habileté dans la gravure sur bois.

## Biographie
Harendra Narayan Das naît dans un village de Dinajpur, dans le Bengale non encore divisé, aujourd'hui au Bangladesh.
Haren Das a suivi une tradition de gravure sur bois qui s'est développée dans les bazars du nord de Calcutta au milieu du XIXe siècle. En 1938, il obtient un diplôme d'arts plastiques au Government College of Art & Craft, où il se spécialise en arts graphiques et prend des cours de peinture murale. Ramendranath Chakravorty (1902-1955), qui avait été influencé par l'impression de gravure sur bois en couleurs dans le style japonais Ukiyo-e, a en partie été le responsable de sa formation académique initiale. Juste après s'être gradué, il enseigne dans la même université, et suis des cours pour devenir professeur d'arts graphiques, gravure sur bois, lithographie, etc., c'est ainsi lui qui introduit l'enseignement de la gravure en relief et de l'eau-forte dans l'institution — et dans le pays.
Tout au long de sa vie, Das a perfectionné ses techniques de gravure sur bois, produisant parfois des impressions multicolores de très grande qualité technique. Ayant créé de nombreuses eaux-fortes, aquatintes, pointes sèches et linogravures, Haren Das s’est rarement aventuré en dehors du domaine de la gravure. Travaillant à une époque où les beaux-arts étaient assimilés à la peinture et à la sculpture, Haren Das était souvent critiqué pour avoir œuvré dans ce qui était alors considéré comme un art commercial. Tout au long de sa carrière, Das resta attaché aux idéaux académiques et victoriens britanniques, qui comprenaient des concepts de perfection et de beauté perçue de manière traditionnelle. Contrairement à des artistes tels que Somnath Hore, qui réagit avec une brutale franchise face aux horreurs de la famine du Bengale de 1943, Haren Das reste concentré sur sa vision d'un idéal rural. Cependant, ses images bucoliques rendaient un hommage continu au peuple travailleur des fermes et des villages indiens, en particulier de son village natal, et représente l'homme comme un élément de la nature qui vit en harmonie avec elle,.
Haren Das s'exprime ainsi à propos de l'art du graveur sur bois : « De la même manière qu'un poète ou un musicien exprime ses émotions et ses interprétations de la vie au travers de mots et de sons, un artiste visualise le monde phénoménal qui l'entoure dans le réceptacle de son esprit, et l'exprime en couleurs et en formes. Mais un artiste qui est obsédé par la gravure sur bois voit la vie d'un point de vue spécial et doit travailler avec l'ombre et la lumière, les composant dans une image et adaptant sa technique à la présentation. »
En 1947, Das devient professeur à la Government School of Art de Calcutta et, en 1951, maître de conférences au Government College of Art & Craft de la même ville. Ses estampes ont été exposés et reconnues en Inde, au Japon, en Allemagne, en Suisse, en Pologne, en Argentine et au Chili, et son principalement conservées au National Gallery of Modern Art de New Delhi, à la Calcutta Art Gallery,.
En 1950, il publie un livre d'estampes intitulé Bengal Village in Wood. 
Haren Das meurt à Calcutta en 1968.